# Tinglev
Tinglev é um município da Dinamarca, localizado na região sul, no condado de Sonderjutlândia.
O município tem uma área de 326 km² e uma  população de 10 148 habitantes, segundo o censo de 2005.